# 巴黎都市圈
巴黎都市圈（法語：aire urbaine de Paris，發音：[ɛʁ yʁbɛn də paʁi]）是一個統計區域，其範圍包括法國巴黎及其附近的通勤圈郊區。

## 概觀

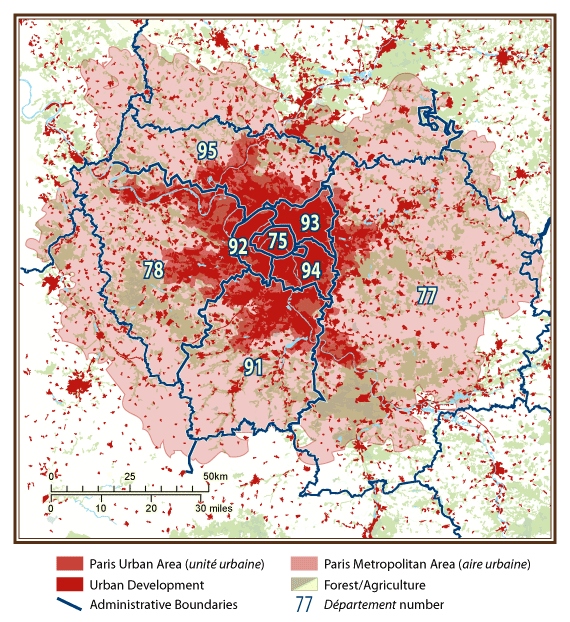
1999年法國人口普查時巴黎都市圈的範圍。當時的巴黎都市圈包括1,584個市鎮，面積14,518平方公里。此後巴黎都市圈的範圍又擴大了接近200個市鎮（地圖上未有顯示）。2020年時，巴黎都市圈包括1,771個市鎮，面積17,194平方公里

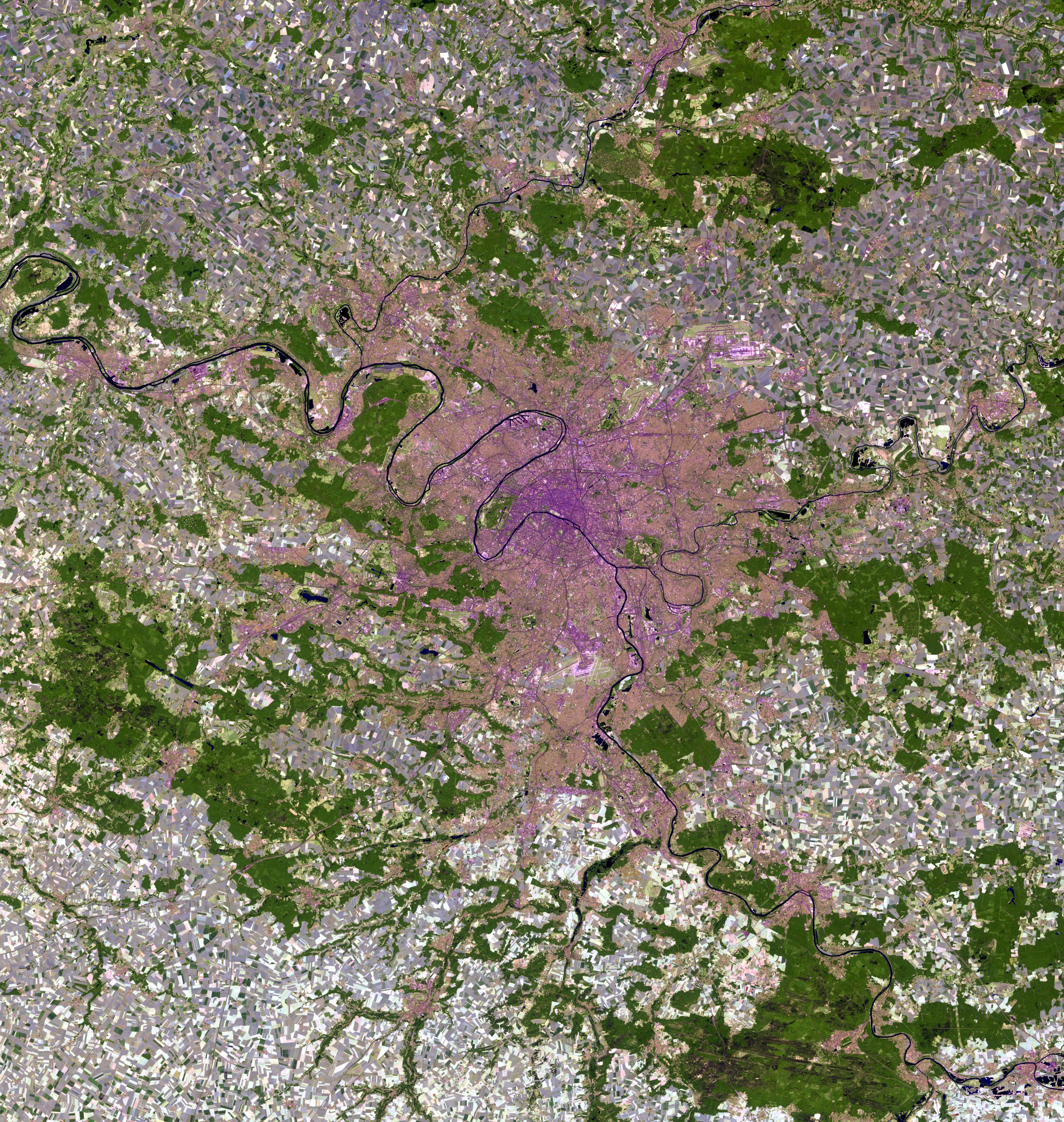
巴黎都市圈的假色衛星圖像

巴黎都市圈這一概念由法國國家統計與經濟研究所（INSEE）在1996年發明並使用，以符合國際人口基準。「aire urbaine」意為都市圈，是一個統計學單位，用來描述都市成長帶來的圍繞市中心的郊區的發展。都市圈由核心，以及圍繞核心構成的城市群構成。都市圈可能是一個和一組都市單元。
2011年，INSEE對都市圈進行了重新定義。在這次定義修改之後，巴黎都市圈成為法國最大的都市圈。
在法國，「巴黎都市圈」僅用在人口和統計研究，迄今尚未用於經濟統計。2010年，法國政府通過法律，邀請法國最大的「大都市」以跨社區實體的形態合作。但因缺乏回應，法國政府在翌年強制要求眾多法國最大的城市之間展開合作，巴黎則成為研究案例之一。
後者的倡議催生了「大巴黎都市圈」：一項以巴黎為中心的跨市鎮合作計劃。該計劃於2016年1月1日開始生效，其範圍遠小於INSEE定義的巴黎都市圈。

## 範圍
2020年時，INSEE定於的巴黎都市圈包括1771個市鎮，面積有17,194 km2（6,639 sq mi）。這一範圍大幅超出法蘭西島大區的範圍（面積12,012 km2（4,638 sq mi））。這一區域通常亦被稱為「巴黎地區」。除了法蘭西島之外，巴黎都市圈亦包括了埃納省、厄爾省、盧瓦雷省、馬恩省、瓦茲省、濱海塞納省、約納省的部分地區。

### 人口
2021年時，巴黎都市圈有人口14,684,473人，是歐洲聯盟最大的都市圈。法國人口中接近21%居住在巴黎都市圈。
由於巴黎地區人口快速增長，巴黎都市圈的範圍在每次人口普查時都會擴大。市鎮人口中需要有40%以上通勤往巴黎才可以劃入巴黎都市圈。在1968年法國人口普查時，巴黎都市圈僅包括法蘭西島中部地區，人口8,368,459人。
1999年人口普查時，巴黎都市圈的範圍已經略微超過法蘭西島，面積達14,518平方公里，人口有11,174,743人。2021年時，巴黎都市圈的面積達17,194平方公里，人口達14,684,473人，其範圍已經明顯大於法蘭西島。

## 經濟
巴黎都市圈的國內生產毛額（GDP）總量約有1兆美元（按購買力平價計算），令巴黎和倫敦並列為歐洲經濟規模最大的都市圈。

## 外部連結
- （法語） Document about the functioning of Paris Metropolitan Area
- （法語） Document about the extension of Paris Metropolitan Area